# For Your Eyes Only (livro de contos)
For Your Eyes Only é uma coleção de cinco contos do gênero de espionagem escritos pelo autor britânico Ian Fleming, sendo o oitavo livro publicado da série James Bond. O livro contém os contos "From a View to a Kill", "For Your Eyes Only", "Quantum of Solace", "Risico" e "The Hildebrand Rarity", todos acompanhando as aventuras do agente secreto britânico James Bond. 
For Your Eyes Only marcou uma mudança de abordagem para Fleming, que até então tinha escrito apenas romances. Três dos contos eram adaptações de enredos concebidos para uma série de televisão nunca produzida, outro era baseado em uma história contada a Fleming e o último inspirado em uma viagem e experiências pessoais do autor. Fleming aproveitou o formato para realizar experimentos, incluindo escrever um dos contos no estilo de W. Somerset Maugham, um autor que ele admirava.
O livro foi publicado no Reino Unido em abril de 1960 pela editora Jonathan Cape. Recebeu avaliações mistas pela crítica, porém vários críticos acharam que o formato se adequava a Bond. Quatro dos contos foram adaptados em 1961 como histórias em quadrinhos no jornal Daily Express. Vários elementos também foram usados em diferentes filmes da série cinematográfica de James Bond, especialmente For Your Eyes Only de 1981, o quinto longa-metragem estrelado por Roger Moore como Bond.

## Enredos

### "From a View to a Kill"
O agente britânico James Bond do Serviço Secreto de Inteligência investiga o assassinado de um motoboy e o roubo de seus documentos secretos por um assassino que também dirigia uma moto. O motoboy tinha deixado o Quartel-General Supremo das Potências Aliadas da Europa em Versalhes e estava à caminho de sua base, a Estação F, em Saint-Germain-en-Laye. Bond estava em Paris e assim M, seu superior, o envia para investigar. Bond se disfarça de motoboy e segue a mesma rota que o motoboy assassinado; como esperado, ele é alvo de uma tentativa de assassinato. Bond estava preparado e mata o assassino, descobrindo sua base subterrânea de operações.

### "For Your Eyes Only"
Os Havelocks, um casal britânico vivendo na Jamaica, se recusam a vender sua propriedade para Hammerstein, um ex-oficial da Gestapo e o chefe de contrainteligência cubana. Eles são assassinados por dois matadores cubanos sob ordens de seu líder, major Gonzales; os três trabalham para Hammerstein. Os Havelocks eram amigos próximos de M e este dá a Bond uma missão voluntária, não relacionada com as atividades oficiais do Serviço Secreto, de viajar para Vermont e encontrar Hammerstein em sua propriedade alugado, assassinando-o como um aviso para criminosos que acham que podem fazer cidadãos britânicos de alvos. Bond chega no local e conhece Judy, a filha dos Havelocks, que tem a intenção de realizar sua própria missão de vingança com um arco e flecha. Ela mata Hammerstein com uma flecha nas costas a uma distância de noventa metros exatamente no momento que ele mergulha em lago. Segue-se um tiroteio entre Bond, Gonzales e os dois matadores cubanos. Bond mata todos e vai para o Canadá com Judy.

### "Quantum of Solace"

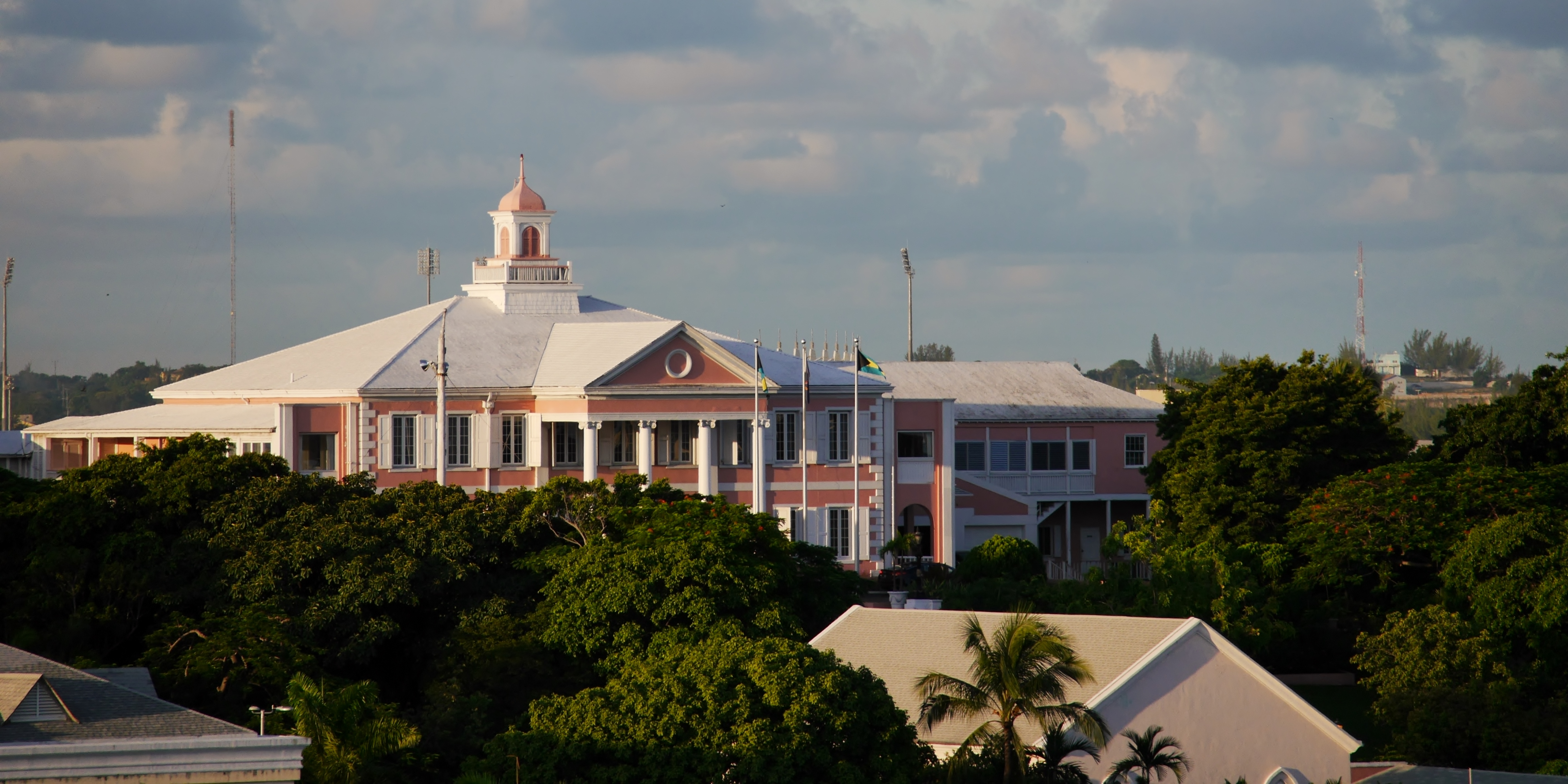
A Casa do Governo das Bahamas

Bond finaliza uma missão nas Bahamas e então comparece a um jantar na Casa do Governo, em Nassau. Ele, despois da partida dos convidados, comenta que se algum dia se casar, gostaria que fosse com uma comissária de voo. O governador então conta para Bond a história do relacionamento do funcionário publico Philip Masters com a comissária de voo Rhoda Llewellyn. Eles se conheceram em um voo para Londres, se casaram e foram viver nas Bermudas, mas depois de um tempo Rhoda começou a ter um caso aberto com o filho mais velho de uma rica família local. O trabalho de Masters consequentemente se deteriorou e ele sofreu um colapso nervoso. Ao se recuperar foi enviado em uma missão para Washington. Masters voltou determinado em encerrar seu casamento e assim dividiu sua casa em duas metades e se recusou a lidar com sua esposa em particular, porém continuaram a aparecer como casal em público. Ele acabou voltando para o Reino Unido sozinho, deixando Rhoda com dívidas não pagas e presa nas Bermudas, um ato cruel que Masters não teria sido capaz de levar adiante alguns meses antes. Apesar do sucesso do plano dele para se vingar da esposa, ele nunca se recuperou emocionalmente. Rhoda depois de um tempo se casou com um canadense rico. O governador revela que os companheiros de jantar Bond tinha antes achado enfadonhos eram Rhoda e seu novo marido.

### "Risico"
Bond vai investigar uma operação de tráfico de drogas italiana que está enviando narcóticos para o Reino Unido. Bond é instruído a entrar em contato com Kristatos, um informante da CIA, que por sua vez diz que um homem chamado Enrico Colombo está por trás da operação. Bond vai procurar mais informações sobre Colombo, mas é capturado e levado a bordo do iate dele, o Colombina. Colombo revela que Kristatos é o verdadeiro responsável pela operação de tráfico de drogas com o apoio dos soviéticos. Colombo concorda em ajudar Bond com informações e este concorda em eliminar Kristatos. O Colombina os leva para Santa Maria, onde os homens de Kristatos estão embarcando outro carregamento de drogas. Bond e Colombo atacam e descobrem Kristatos perto de um armazém, preparando-se para detonar uma bomba. Kristatos tenta fugir, mas é morto por Bond.

### "The Hildebrand Rarity"

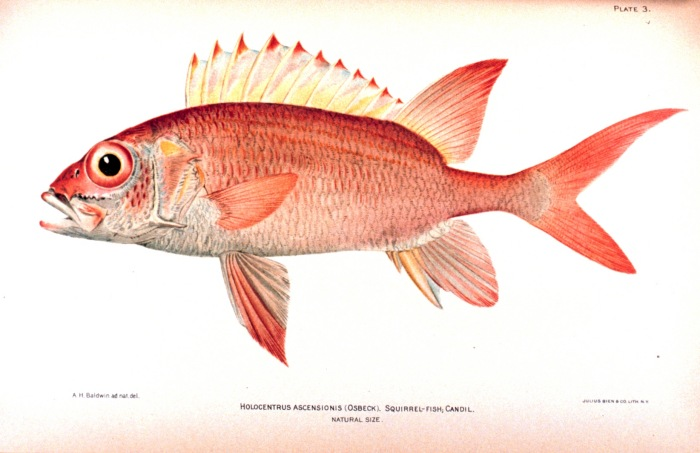
Um peixe-esquilo, mesma espécie da Raridade de Hildebrand

Bond está em missão nas Seicheles. Fidele Barbey, seu contato no local, lhe apresenta ao milionário estadunidense Milton Krest, que desafia os dois a lhe ajudaram a encontrar um peixe raro, a Raridade de Hildebrand. Bond, Barbey, Krest e Elizabeth, a esposa britânica de Krest, partem para procurar o peixe a bordo do Wavekrest, o barco de Krest. Bond descobre durante a jornada que Krest abusa todos ao seu redor verbal e fisicamente, especialmente sua esposa, quem ele pune com a cauda de uma arraia. Krest encontra a Raridade de Hildebrand e o mata, bem como muitos outros peixes, envenenando a água. O Wavekrest parte e no caminho Krest fica muito bêbado, insultando Bond e Barbey e dizendo que irá bater em sua esposa de novo com a cauda de arraia. Naquela noite Bond ouve Krest se engasgando e, ao investigar, descobre que ele foi assassinado, aparentemente com a Raridade de Hildebrand enfiada na sua garganta. Bond, para não se envolver em uma investigação de assassinato, joga o corpo de Krest no mar e limpa a cena do crime, fazendo parecer que o homem caiu na água depois de umas das cordas de sua rede se soltar. Bond suspeita de Barbey e Elizabeth, mas não sabe quem é o responsável. Elizabeth convida Bond para navegar com ela até Mombaça, seu próximo destino, a bordo do Wavekrest, com ele aceitando com reservas.

## Antecedentes e escrita
A emissora estadunidense CBS contratou o autor britânico Ian Fleming em meados de 1958 para escrever episódios para uma série de televisão baseada em seu personagem James Bond. Este acordo veio do sucesso quatro anos antes de uma adaptação do romance Casino Royale como um episódio da série de antologia Climax!. Fleming concordou e começou a escrever ideias para a série, mas a CBS acabou abandonando a ideia. Em janeiro do ano seguinte ele já estava com seis livros publicados nos seis anos anteriores. Um sétimo livro, Goldfinger, estava sendo editado e preparado para publicação, que ocorreu em março de 1959. Fleming, ao terminar Goldfinger, achou que tinha gastado todas as suas inspirações para enredos. Ele contou ao autor William Plomer, seu amigo que revisou todos os livros de Bond, que o romance seria "o último fólio completo sobre Bond... Talvez eu consiga pensar em alguns episódios para ele no futuro, porém nunca serei capaz de lhe dar 70 000 palavras de novo".

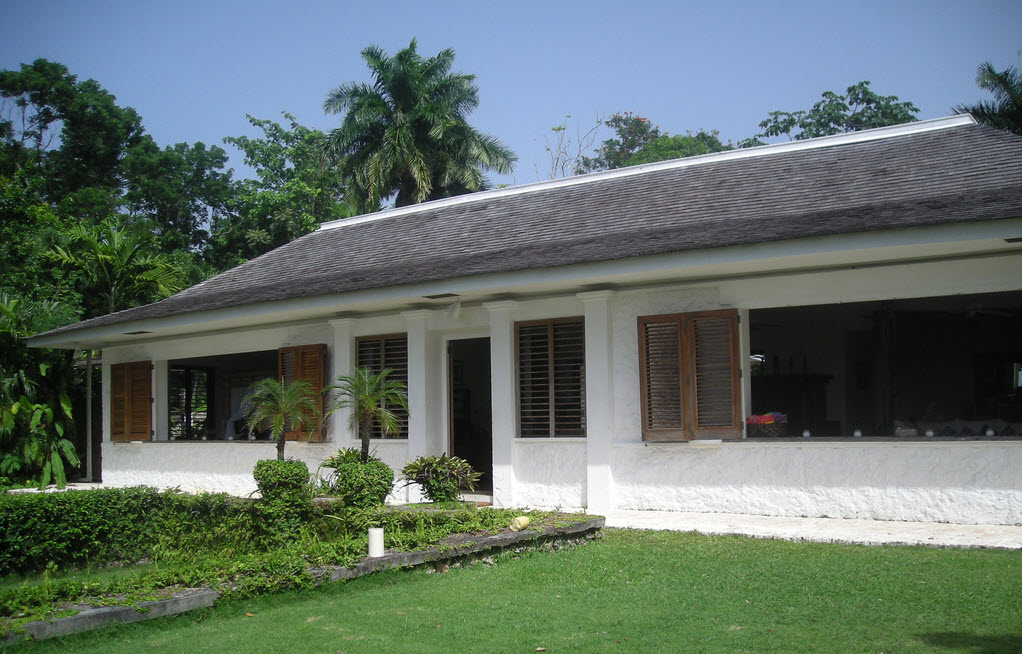
Goldeneye, onde Fleming escreveu todos os romances de James Bond

Fleming viajou para sua propriedade Goldeneye na Jamaica em janeiro de 1959, onde adaptou três dos enredos da série em contos e adicionou um quinto que tinha escrito no ano anterior. O biógrafo Andrew Lycett comentou que na época que Fleming estava escrevendo os episódios de televisão e os roteiros, "um estado de espírito de cansaço e dúvida de Ian começava a afetar a sua escrita".
"From a View to a Kill" originalmente seria uma história de origem de Hugo Drax, o vilão de Moonraker. O enredo se passaria na Segunda Guerra Mundial e teria Drax como o assassino de moto, se acidentando e sendo levado para um hospital de campo estadunidense. Uma bomba explodiria no hospital, deixando Drax com amnésia e com o rosto desfigurado. Esta foi uma das histórias criadas para a série de televisão. O título original seria "The Rough with the Smooth", que também seria o nome do livro antes de For Your Eyes Only ser escolhido. "From A View to a Kill" foi serializado no jornal Daily Express em setembro de 1959 como "Murder Before Breakfast".
Para "For Your Eyes Only", Fleming entrou em contato com o entusiasta de Bond e especialista em armas Geoffrey Boothroyd para saber mais sobre arcos e flechas, uma arma que Fleming achou que se encaixaria melhor com a ambientação natural. Boothroyd tinha anteriormente aconselhado Fleming sobre o tipo de arma que Bond deveria usar. Nomes considerados para o conto antes de "For Your Eyes Only" ser escolhido foram "Death Leaves an Echo" e "Man's Work". Seria chamado "Rough Justice" enquanto ainda era um episódio de televisão, que teria sido o terceiro da série.
"Quantum of Solace" foi baseado em uma história contada a Fleming por sua vizinha e amante Blanche Blackwell sobre um inspetor de polícia real. Como agradecimento, Fleming presenteou Blackwell com um relógio Cartier. Ele escreveu o conto no estilo do autor W. Somerset Maugham, quem Fleming muito admirava. Um dos títulos iniciais era "Love Lies Bleeding". A história foi publicada pela primeira vez na Modern Woman's Magazine em novembro de 1959 como "A Choice of Love and Hate".
A cópia original do manuscrito de "Risico" tem seu título grafado como "Risiko". A história foi publicada pela primeira vez no Daily Express em abril de 1960 sob o nome de "The Double-Take". Este conto foi outra ideia para um episódio da planejada série de televisão que foi adaptado por Fleming.
Fleming viajou em abril de 1958 para as Seicheles a fim de acompanhar uma caça ao tesouro para o The Sunday Times; a caça não foi tão emocionante quanto ele esperava,  mas lhe deu detalhes sobre a ilha que usou em "The Hildebrand Rarity". Fleming as Seicheles com uma experiência anterior que teve com Blackwell em Pedro Keys, ilhas próximas da Jamaica, onde observaram dois cientistas fazendo algo parecido com envenenamento para obterem amostras. Fleming usou o nome Milton Krest para o vilão da história: Milton era o codinome de um capitão naval grego que transportou soldados e agentes britânicos evitando patrulhas alemãs durante a Segunda Guerra Mundial, enquanto Krest era o nome de uma cerveja que Fleming bebeu nas Seicheles. "The Hildebrand Rarity" foi publicado pela primeira vez na revista Playboy em março de 1960, tornando-se a primeira revista a publicar um conto de Bond, iniciando uma longa associação com o personagem. A história também foi publicada no mesmo mês na revista Today.
For Your Eyes Only teve dois nomes possíveis antes de sua publicação: The Rough with the Smooth e Man's Work; seu subtítulo provisório era "Five Secret Occasions in the Life of James Bond". Fleming deu poucas informações sobre datas dentro de suas obras, mas dois escritores identificaram linhas do tempo diferentes a partir de eventos e situações relatados dentro da série James Bond: John Griswold e Henry Chancellor, ambos os quais escreveram livros analisando as obras à pedido da Ian Fleming Publications. Chancellor colocou os eventos dos cinco contos de For Your Eyes Only entre 1957 e 1958. Já Griswold foi mais preciso e considerou que "Risico" se passa entre 15 e 18 de outubro de 1957, "Quantum of Solace" em fevereiro, "The Hildebrand Rarity" em abril, "From a View to a Kill" em maio e "For Your Eyes Only" entre setembro e outubro.

## Desenvolvimento

### Inspirações
O esconderijo subterrâneo do assassino de moto de "From a View to a Kill" foi inspirado nas Unidades Auxiliares de Peter Fleming, irmão mais velho do autor, que cavou redes de túneis no Reino Unido em 1940 como parte de um movimento de resistência em preparação para uma possível invasão alemã. Segundo o biógrafo Jon Gilbert, o nome da agente do serviço secreto britânico em Paris, Mary Ann Russell, foi provavelmente inspirado em uma ex-namorada de Fleming, Maud Russell.
"For Your Eyes Only" se passa em Vermont, onde Fleming tinha passado vários verões na Fazenda Black Hole Hollow de seu amigo Ivar Bryce, que se tornou a modelo de Echo Lake, o esconderijo de Hammerstein. O nome do vilão foi tirado do coronel-general barão Kurt von Hammerstein-Equord, um dos oponentes de Adolf Hitler. Quando a Sra. Havelock diz "Alguém foi e comprou aquele horroroso hotel Blue Harbour", Fleming estava fazendo uma piada com seu amigo e vizinho Noël Coward, que tinha uma casa na Jamaica, não muito longe de Goldeneye, chamada Blue Harbour. O nome do conto vem de um carimbo usado pela Divisão de Inteligência Naval para mostrar a classificação de documentos secretos; Fleming foi membro dessa unidade durante a Segunda Guerra Mundial. Ele escreveu em outubro de 1959 para sua editora: "Eu gosto bastante de 'For Your Eyes Only' [em português: 'Somente para seus olhos']. Isto costumava ser carimbado em papéis secretos nos primeiros dias da guerra e ainda é ocasionalmente usado".
A estrutura de "Quantum of Solace", uma conversa particular de um agente com um diplomata graduado sobre um romance socialmente desigual, veio do conto "His Excellency" de Maugham. O conto também proporcionava uma indicação do estado precário do casamento do próprio Fleming na época da escrita.
"Risico" foi inspirado pelo amor que Fleming sentia por Veneza, na Itália. Ele passou férias na cidade e no Lido em 1958 junto com sua esposa, Ann. O autor era um admirador da novela Der Tod in Venedig de Thomas Mann, que se passa no Lido, com o casal tendo visitado o Lido justamente por esse motivo. Fleming usou o local como pano de fundo para a história. Fleming usou o nome de uma ex-namorada sua de Kitzbühel, cidade austríaca para onde viajou na década de 1940, para o interesse amoroso do conto, Lisl. O autor também pegou o sobrenome de Gioacchino Colombo, um engenheiro de motores que trabalhava na Ferrari, para o nome do aliado Colombo.
Fleming, além de ter sido inspirado por sua viagem às Seicheles em 1958, também usou como inspiração uma viagem que fez para duas pequenas ilhas próximas da Jamaica com o objetivo de observar uma expedição científica. Ele observou os cientistas usarem um método de jogarem veneno na água para poderem obterem amostras.

### Personagens
Segundo Raymond Benson, que escreveu vários romances de Bond, "Quantum of Solace" e "The Hildebrand Rarity" são experimentais em estilo, enquanto as restantes são histórias de Bond tradicionais. Os contos experimentais mostram um lado mais humano de Bond. A reação do personagem para a história do governador em "Quantum of Solace" mostra um lado compassivo, pois ele enxerga a vida de Masters e Rhoda como mais dramática de que sua recente missão; ele passa achar sua iminente viagem para a CIA como "maçante e sem graça". Bond também tem sentimentos pela situação de Elizabeth nas mãos de seu marido e pelo uso de veneno para matar peixes em "The Hildebrand Rarity".
O sociólogo Anthony Synnott observou que "For Your Eyes Only" proporciona informações sobre o código moral de Bond. Synnott, com a posição do personagem contra o mal trazido por Hammerstein, enxerga a decisão de Bond de aceitar a missão M de como aquela de um homem com honra realizando um veredito moralmente bom baseado em seu próprio código de valores. Os pensamentos de Bond, ao aceitar o pedido de M de vingar os assassinatos dos Havelocks, são delineados por Fleming:
| “ | Não havia dúvidas na mente de Bond ... Hammerstein tinha operado a lei da selva em dois velhos indefesos. Já que nenhuma outra lei estava disponível, a lei da selva seria imposta sobre Hammerstein. De nenhuma outra forma a justiça poderia ser feita. Se era vingança, era a vingança da comunidade. | ” |

Um novo aspecto da relação de Bond e M é mostrado em "For Your Eyes Only": Bond tira dos ombros de M a decisão sobre o que deve acontecer com os assassinos dos Havelocks; a cena também mostra aos leitos o peso do comando e a indecisão de M sobre qual caminho seguir. Segundo Benson, Judy Havelock, a filha dos amigos de M, é uma personagem forte e engenhosa, porém amolece depois de conseguir vingar seus pais e ser ferida, permitindo que Bond assuma seu papel normal de protetor.
Segundo o historiador Jeremy Black, o coronel Schreiber, o chefe de segurança do Quartel-General Supremo das Potências Aliadas da Europa do conto "From a View to a Kill", foi descrito como tendo "a maneira educadamente negativa de um gerente de banco" e é mostrado como a antítese de Bond. Fleming o descreveu com um cabelo ficando grisalho, sentando em uma mesa com fotografias de sua família em molduradas prateadas e uma única rosa branca; a falta de cor nessa descrição reflete a falta de personalidade de Schreiber. O confronto entre Bond, um homem relaxado mas também de ação, com um colega oficial foi posteriormente repetido no conto "The Living Daylights".
O ensaísta Umberto Eco identificou Colombo de "Risico" como um exemplo de personagem cuja moral é mais próxima dos vilões, mas que mesmo assim atua do lado de Bond; outros desse tipo incluem Darko Kerim de From Russia, with Love, Tiger Tanaka de You Only Live Twice e Marc-Ange Draco de On Her Majesty's Secret Service.

## Estilo
Benson analisou o estilo de escrita de Fleming dentro dos livros de Bond e identificou o que descreveu como a "Varredura Fleming": um elemento estilístico em que o autor usa "ganchos" no final dos capítulos para aumentar a tensão e empurrar o leitor para o próximo. Ele considerou que os ganchos de "From a View to a Kill" estavam sendo usados para manter o ritmo da história em movimento. O enredo, que ele considerou um conto com moral, também usava a técnica de flashback que Fleming gostava.
A Varredura Fleming também está em "For Your Eyes Only", em que ajuda a história a se mover entre locais diferentes. Benson achou que o conto foi estruturado da mesma forma que os romances: um assassinato no começo, Bond sendo instruído por M, a introdução da personagem feminina que complica o enredo e um final com tiroteio.

## Temas
A Segunda Guerra Mundial aparece em alguns contos, assim como em muitos dos romances anteriores de Fleming. Black comentou que "Alemães, após a Segunda Guerra Mundial, tornaram-se outro alvo fácil e óbvio para má publicidade". Em For Your Eyes Only, Hammerstein é um ex-oficial da Gestapo, o coronel Johns da Real Polícia Montada do Canadá serviu no Oitavo Exército britânico sob o marechal Bernard Montgomery, Krest tinha ascendência alemã e Colombo lutou pelo Reino Unido na guerra. Os preconceitos de Fleming contra alemães foram resumidos em "The Hildebrand Rarity": "O velho huno de novo. Sempre aos seus pés ou na sua garganta".
Justiça e vingança são temas presentes em dois contos do livro. A ideia de vingança é abordada por uma variedade de pontos de vista em "For Your Eyes Only": de Bond, de M e de Judy Havelock, com cada um tendo uma interpretação diferente do conceito. A abordagem de Bond para matar também é dissecada em "For Your Eyes Only", enquanto a moralidade de matar, tanto o envenenamento em massa de peixes quanto o assassinato de Krest, é um tema presente em "The Hildebrand Rarity".
O declínio do Reino Unido no mundo é observado e comentado em vários dos contos e era um assunto de preocupação para Fleming. Krest tenta provar Bond afirmando que apenas Estados Unidos, União Soviética e China eram potências e que "paisinhos agradáveis" como o Reino Unido de vez em quando conseguiam algum destaque. O declínio também aparece em "Quantum of Solace" com o governador, que trabalhou "por trinta anos enquanto o império ruía ao seu redor". Em "For Your Eyes Only", os residentes britânicos na Jamaica estão diminuindo, com suas casas sendo compradas – pagas com dólares em vez de com libras esterlinas – ou mortos como os Havelocks.

## Recepção

### Publicação
For Your Eyes Only foi publicado no Reino Unido em 11 de abril de 1960 pela editora Jonathan Cape como uma edição de capa dura; tinha 252 páginas e custava quinze xelins. 21 712 cópias foram impressas e venderam rapidamente. A arte de capa foi criada pelo artista Richard Chopping, sendo pago cinquenta guinéus pelo trabalho. A imagem foi baseada em uma ideia de Fleming e o olho que aparece na capa supostamente é o de Bond. For Your Eyes Only  foi publicado nos Estados Unidos em agosto pela Viking Press com o subtítulo alterado para Five Secret Exploits of James Bond; o subtítulo foi abandonado em edições posteriores. Uma versão em brochura foi publicada no Reino Unido em maio de 1962 pela Pan Books, vendendo 226 mil cópias até o final do ano e 441 mil em 1963. Foi publicado pela primeira vez no Brasil em 1965 pela Editora Bestseller com o título Para Você, Somente, com os nomes dos contos traduzidos para "O Fator Invisível", "Para Você, Somente", "Quantum de Refrigério", "Risico" e "A Raridade de Hildebrand". Várias outras edições em capa dura e brochura foram lançadas desde então, com o livro tendo sido traduzido para diversos outros idiomas.

### Crítica
Vários críticos acharam que o formato de conto funcionava para as histórias de Bond: Francis Iles do jornal The Guardian chegou a afirmar que a estrutura era "melhor do que dos romances". Maurice Richardson do jornal The Observer gostou do formato, achou que o ponto negativo era que "se reprime as fantasias mais selvagens, abrevia os casos amorosos". O jornal The Times achou que, para as leitoras mulheres, a forma de conto "lhes permite apenas papéis de passagem".
John Raymond da revista The Listener disse que "todos [os contos] exceto um ... estão bem nos altos padrões de 007". James Sandoe do jornal New York Herald Tribune considerou que as diferentes histórias tinham uma "selvageria urbana e viradas bem suaves". Philip John Stead do jornal The Times Literary Supplement achou que "ocasionalmente parecem haver ecos de Ashenden e vislumbres de Rogue Male, mas ambientação de Bond é persuasiva".
Anthony Boucher do jornal The New York Times considerou que "Os triunfos de Bond são muito simples e carecem ... suspense complexo", já Violet Grant do jornal The Daily Telegraph achou que "Cada um dos cinco longos contos ... deixam claro que James Bond serviu seu propósito e deve lhe ser permitido uma morte decente".
A mudança de humor de Bond foi percebida, com o The Times afirmando que o personagem "começou a ter escrúpulos";  Richardson e Raymond acharam que Bond estava amolecendo com a idade. Richardson considerou que Bond ficou "menos exibido". Cyril Ray da revista The Spectator afirmou que "nosso herói parece ter perdido, assim como quaisquer reivindicações de plausabilidade, o saber-fazer, o saber-quem, o saber-o-quê e o puro entusiasmo que costumava levar adiante as tramas improváveis".

## Adaptações
Quatro dos cinco contos foram adaptados como tiras em quadrinhos publicadas primeiro no jornal Daily Express de depois revendidas para o mundo inteiro. O primeiro foi "Risico" de 3 de abril a 24 de junho de 1961, seguido por "From a View to a Kill" de 25 de junho a 9 de setembro e "For Your Eyes Only" de 29 de maio a 16 de dezembro. Todos foram adaptados por Henry Gammidge e ilustrados por John McLusky. A quarta adaptação, "The Hildebrand Rarity", só foi ser publicada seis anos depois entre 29 de maio e 16 de dezembro de 1967, adaptada por James Duncan Lawrence e ilustrada por Yaroslav Horak. As três primeiras tiras foram republicadas em 2005 pela Titan Books como parte da antologia Dr. No, já a quarta tira foi republicada em 2009 também pela Titan Books como parte do segundo volume da coleção James Bond Omnibus.
Vários detalhes de "For Your Eyes Only" foram usados no filme homônimo de 1981, o décimo segundo longa da série cinematográfica de James Bond e o quinto estrelado por Roger Moore como Bond. O enredo mostra o assassinato dos Havelocks por um matador, porém seu nome no filme é Gonzalez em vez de Gonzales. O longa também muda o nome da filha dos Havelocks de Judy para Melina. For Your Eyes Only aproveita boa parte do enredo de "Risico", incluindo os personagens Colombo e Kristatos. Parte do título de "From a View to a Kill" foi usado no filme A View to a Kill de 1985, o sétimo e último de Moore, porém nada do enredo do conto foi utilizado. Krest, sua fundação, o Wavekrest e a cauda de arraia foram incorporados como parte da trama do filme Licence to Kill de 1989, o segundo e último estrelado por Timothy Dalton. O título de "Quantum of Solace" foi usado para o vigésimo segundo longa da franquia em 2008, o segundo estrelado por Daniel Craig, mas nada do seu enredo foi aproveitado. Em Spectre de 2015, o quarto filme de Craig, Bond e M se encontram em uma casa que tem uma placa que diz "Antiguidades e Raridades Hildebrand", uma referência a "The Hildebrand Rarity".

### Citações
1. 1 2 3 4 5  Fleming 1960.
2. 1 2 3 4  Chancellor 2005, p. 146.
3. ↑   «The Books». Ian Fleming Publications. Consultado em 30 de novembro de 2024. Arquivado do original em 10 de agosto de 2015
4. 1 2  Benson 1988, p. 18.
5. ↑  Lycett 1996, p. 345.
6. ↑  Pearson 1967, pp. 361, 369.
7. 1 2 3 4 5  Benson 1988, p. 17.
8. 1 2  Lycett 1996, p. 369.
9. 1 2  Gilbert 2012, p. 268.
10. ↑  Fleming 2015, p. 210.
11. 1 2   «Bond's unsung heroes: Geoffrey Boothroyd, the real Q». The Daily Telegraph. 21 de maio de 2009. Consultado em 7 de março de 2025. (pede subscrição (ajuda))
12. ↑  Griswold 2006, p. 105.
13. 1 2  Chancellor 2005, p. 147.
14. 1 2 3 4 5 6  Chancellor 2005, p. 148.
15. 1 2  Parker 2014, p. 251.
16. ↑   MacIntyre, Ben (25 de janeiro de 2008). «Fleming's Reflection on the Limitations of Love». The Times. Londres. p. 13
17. ↑  Amis 1966, p. 57.
18. 1 2  Gilbert 2012, p. 265.
19. ↑  Gilbert 2012, pp. 264–265, 269.
20. ↑  Parker 2014, pp. 247–248.
21. 1 2 3  Chancellor 2005, p. 149.
22. ↑  Chancellor 2005, p. 127.
23. ↑  Hines 2018, p. xi.
24. 1 2 3  Gilbert 2012, p. 269.
25. ↑  Fleming 2015, p. 216.
26. ↑  Chancellor 2005, p. 99.
27. ↑  Griswold 2006, pp. 13, 270.
28. 1 2 3 4  Gilbert 2012, p. 264.
29. ↑  Lycett 1996, p. 209.
30. ↑  Lycett 1996, p. 122.
31. ↑  Parker 2014, pp. 72–73.
32. ↑  Chancellor 2005, p. 15.
33. ↑  Chancellor 2005, p. 197.
34. 1 2  Benson 1988, p. 119.
35. ↑  Benson 1988, p. 121.
36. ↑  Benson 1988, pp. 122–123.
37. ↑  Synnott 1990, p. 411.
38. ↑  Fleming 1962, p. 53.
39. 1 2  Benson 1988, p. 120.
40. 1 2  Black 2005, p. 41.
41. ↑  Eco 2009, p. 39.
42. ↑  Benson 1988, p. 85.
43. ↑  Benson 1988, p. 143.
44. ↑  Black 2005, p. 81.
45. ↑  Black 2005, p. 43.
46. ↑  Synnott 1990, p. 419.
47. ↑  Fleming 1962, p. 160.
48. ↑  Black 2005, p. 42.
49. ↑  Parker 2014, pp. 248–249.
50. ↑  Fleming 1962, p. 179.
51. ↑  Fleming 1962, p. 86.
52. ↑  Parker 2014, p. 249.
53. ↑  Parker 2014, p. 250.
54. 1 2 3  Benson 1988, p. 21.
55. 1 2   Stead, Philip John (15 de abril de 1960). «The Bond Ambience». The Times Literary Supplement. Londres. p. 246
56. ↑  Besly 1997, p. 25.
57. ↑  Gilbert 2012, p. 272.
58. ↑  Bennett & Woollacott 2009, p. 17.
59. ↑   «For Your Eyes Only». James Bond Brasil. Consultado em 8 de março de 2025
60. ↑   «For Your Eyes Only». WorldCat. Consultado em 8 de março de 2025
61. 1 2 3   Raymond, John (28 de abril de 1960). «New Novels». The Listener. Londres. p. 767
62. 1 2   Iles, Francis (29 de abril de 1960). «Criminal Records». The Guardian. Manchester. p. 11
63. 1 2 3 4   Richardson, Maurice (17 de abril de 1960). «Crime Ration». The Observer. Londres. p. 20
64. 1 2 3   «Short Stories». The Times. Londres. 21 de abril de 1960. p. 15
65. 1 2   Boucher, Anthony (26 de junho de 1960). «Criminals at Large». The New York Times. Nova Iorque. p. B25
66. ↑   Grant, Violet (14 de abril de 1960). «Spies and Sleuths». The Daily Telegraph. Londres. p. 16
67. 1 2  Fleming, Gammidge & McLusky 1988, p. 6.
68. 1 2  Gilbert 2012, p. 270.
69. 1 2  McLusky et al. 2009, p. 97.
70. ↑  Barnes & Hearn 2001, p. 143.
71. ↑  Barnes & Hearn 2001, p. 135.
72. ↑  Barnes & Hearn 2001, p. 161.
73. ↑  Barnes & Hearn 2001, p. 176.
74. ↑   Tilly, Chris (28 de janeiro de 2008). «Bond 22 Interview». IGN. Consultado em 9 de março de 2025. Arquivado do original em 1 de fevereiro de 2008
75. ↑   Reynolds, Simon (26 de outubro de 2015). «13 James Bond Easter eggs you need to look out for in Spectre». Digital Spy. Consultado em 9 de março de 2025